# Pierścienie Saturna

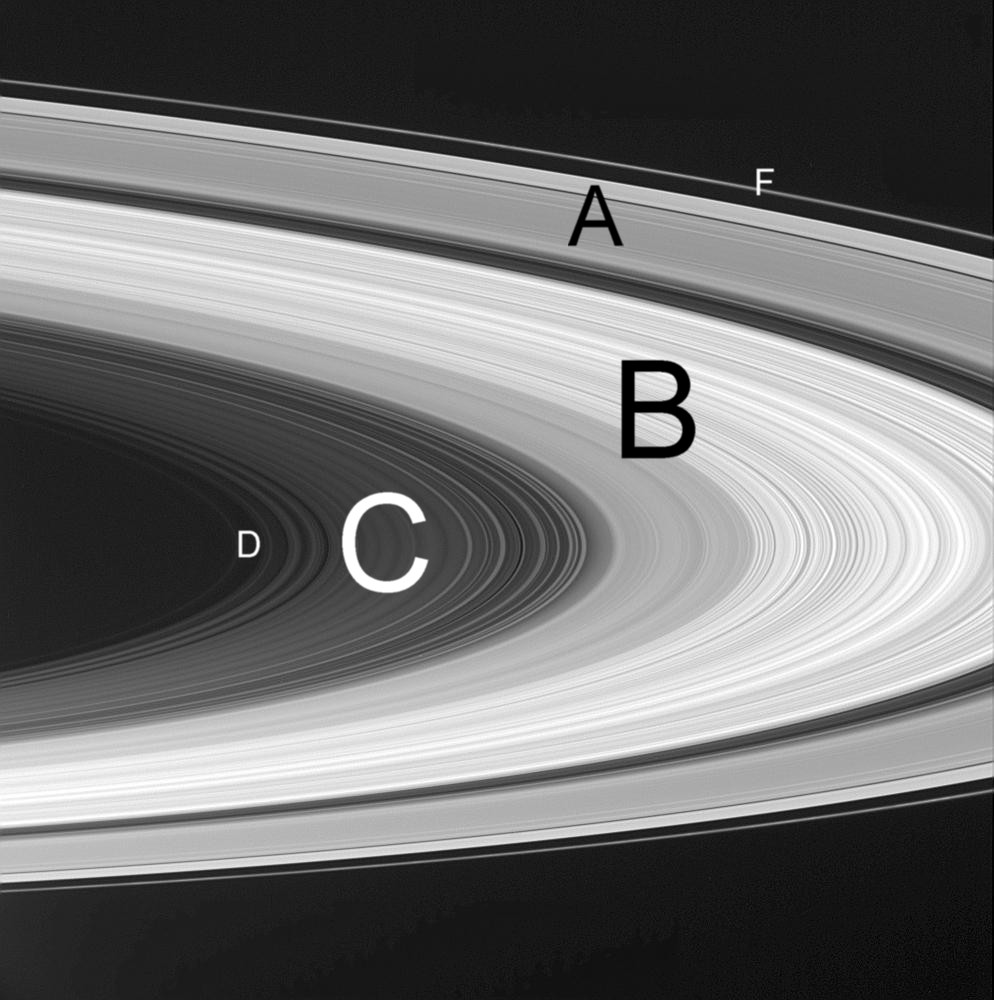
Główne pierścienie Saturna

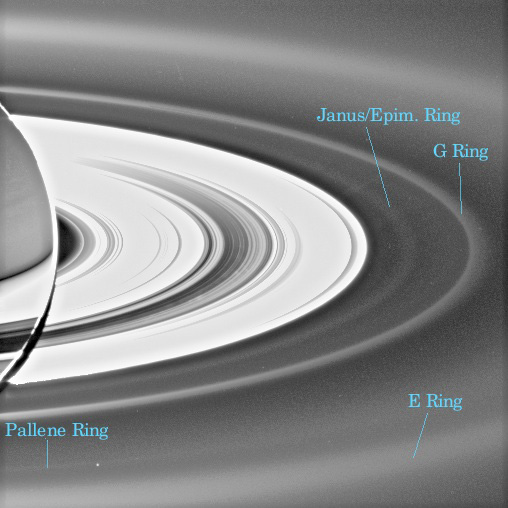
Zewnętrzne, słabsze pierścienie Saturna

Pierścienie Saturna – pierścienie zbudowane z cząstek lodu i skał, krążących wokół Saturna. W zależności od gęstości materiału, tworzą one pojedyncze wąskie pasma lub wstęgi. Chociaż średnica głównych pierścieni Saturna wynosi ponad 250 tysięcy kilometrów, mają one zaledwie 10 m grubości. Miejscami jednak, w niektórych pierścieniach, występują formacje wystające na 3 km. Z powodu grawitacyjnego oddziaływania księżyców orbitujących pośród pierścieni nie są one idealnie płaskie. Co 14–15 lat pierścienie Saturna ustawiają się pod takim kątem, że przestają być widoczne z Ziemi.

## Odkrycie
Jako pierwszy dziwne zjawisko wokół Saturna zauważył Galileusz w 1610 roku, ale ponieważ posługiwał się słabym teleskopem, uznał, że widzi dwa duże ciała obok Saturna. Galileusz obserwował też Saturna w okresie, gdy pierścienie były niewidoczne, i uznał wcześniejsze obserwacje za złudzenie. Christiaan Huygens w 1658 roku jako pierwszy opisał dysk wokół planety. Według koncepcji Laplace’a pierścienie miały składać się z blisko położonych, lecz oddzielnych pasm materii, jednak późniejsze obserwacje (głównie sondy Cassini) pokazały, że w rzeczywistości przerw jest niewiele. To, co widzimy jako oddzielne pierścienie, w liczbie ok. 10 tysięcy, to w rzeczywistości lokalne maksima gęstości.
Pierścienie Saturna były pierwszym systemem pierścieni odkrytym wokół planety.

## Główne struktury
Najlepiej widoczne z Ziemi pierścienie planety zostały oznaczone literami alfabetu łacińskiego. Mniej wyraźne, odkryte przez sondy kosmiczne, noszą nazwy księżyców z którymi dzielą orbity, mogą także nosić oznaczenia tymczasowe.
W 1665 roku William Ball dostrzegł na pierścieniach ciemny pasek – była to pierwsza obserwacja przerwy między pierścieniami, ale prawidłowe objaśnienie tego fenomenu (jako szczeliny) podał Giovanni Cassini dziesięć lat później (przerwa ta nosi jego imię; jest to jedyna z przerw dostrzegalna z Ziemi przez słabsze instrumenty). Nazwa „przerwa” może być jednak myląca. W języku angielskim słowem gap określa się rzeczywistą szczelinę (np. Przerwa Enckego – Encke Gap), a division oznacza obszar o zmniejszonej koncentracji pyłu, który może mieć złożoną strukturę (np. Przerwa Cassiniego – Cassini Division). Szczeliny w pierścieniach powoduje oddziaływanie grawitacyjne księżyców.
Starsze publikacje podawały grubość pierścieni na kilkanaście kilometrów (niezmiernie cienkie w porównaniu do sięgającej 250 tys. km szerokości). Pomiary sondy Cassini i obliczenia na ich podstawie wykazały jednak, że są one dużo cieńsze: 3–5 m w obrębie przerwy Cassiniego i 10–15 m w najgrubszym obszarze pierścienia A.

### Podstawowy podział pierścieni
Nazwy gęstszych, głównych pierścieni wytłuszczono, pozostałe pierścienie są pierścieniami pyłowymi. Gwiazdką oznaczono przerwy leżące w obrębie większych struktur.

| Nazwa                      | Odległość od środka planety (km) | Szerokość (km) | Nazwany na cześć            | Uwagi |
| -------------------------- | -------------------------------- | -------------- | --------------------------- | --- |
| Pierścień D                | 66 900 – 74 510                  | 7 500          |                             | Słaby, wewnętrzny pierścień |
| Pierścień C                | 74 658 – 92 000                  | 17 500         |                             | Od pierścienia D oddziela go przegroda Guerin                                                                                          |
| * Przerwa Colombo          | 77 870                           | 150            | Giuseppe Colombo            | |
| * Przerwa Maxwella         | 87 491                           | 270            | James Clerk Maxwell         | |
| Pierścień B                | 92 000 – 117 580                 | 25 500         |                             | Najjaśniejszy i najbardziej masywny pierścień                                                                                          |
| Przerwa Cassiniego         | 117 580 – 122 170                | 4 700          | Giovanni Cassini            | Obszar wypełniony materią podobną do tworzącej pierścień C                                                                             |
| * Przerwa Huygensa         | 117 680                          | 285–440        | Christiaan Huygens          | |
| Pierścień A                | 122 170 – 136 775                | 14 600         |                             | Jasny, masywny pierścień, w obrębie którego krążą liczne drobne ciała (ang. moonlets), tworzące lokalne zagęszczenia                   |
| * Przerwa Enckego          | 133 589                          | 325            | Johann Encke                | Tworzona przez księżyc Pan |
| * Przerwa Keelera          | 136 530                          | 35             | James Keeler                | Tworzona przez księżyc Daphnis |
| Przerwa Roche’a            | 136 775 – 139 380                | 2 600          | Édouard Roche               | Obszar o małej koncentracji pyłu, z dwoma gęstszymi regionami (R/2004 S 1 na orbicie Atlasa i R/2004 S 2 w pobliżu orbity Prometeusza) |
| Pierścień F                | 140 180                          | 30–500         |                             | Wąski, lecz gęsty pierścień, kształtowany przez oddziaływanie księżyców pasterskich: Pandory i Prometeusza                             |
| Pierścień Janus/Epimeteusz | 149 000 – 154 000                | 5 000          | księżyce Janus i Epimeteusz | |
| Pierścień G                | 170 000 – 175 000                | 5 000          |                             | Słaby pierścień tworzony przez uderzenia w mały księżyc Aegaeon                                                                        |
| Pierścień Pallene          | 211 000 – 213 500                | 2500           | Pallene (księżyc)           | Bardzo słaby pierścień tworzony przez uderzenia w mały księżyc Pallene                                                                 |
| Pierścień E                | 181 000 – 483 000                | 302 000        |                             | Słaby, rozległy pierścień tworzony przez kriowulkany na Enceladusie                                                                    |
| Pierścień Febe             | ~6 000 000 – ~16 300 000         | ~10 300 000    | Febe (księżyc)              | Niezwykle słaby dysk pyłowy, silnie nachylony w stosunku do głównych pierścieni                                                        |

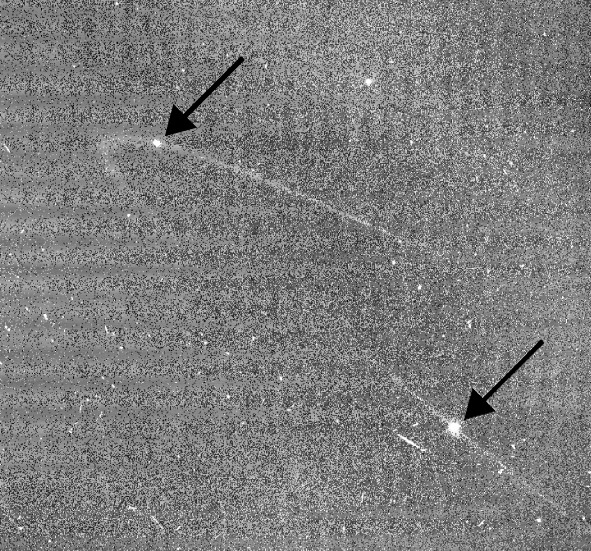
Łuki Anthe (górny) i Methone (dolny)

Oprócz pierścieni całkowicie otaczających planetę, istnieją również bardzo słabe, niekompletne łuki materii, związane z orbitami drobnych księżyców Methone i Anthe. Najprawdopodobniej tworzą je uderzenia mikrometeoroidów w te obiekty. Pył nie opuszcza orbit księżyców ze względu na rezonanse tych ciał z Mimasem (Methone – 14:15 i Anthe – 10:11).

## Pierścień Febe

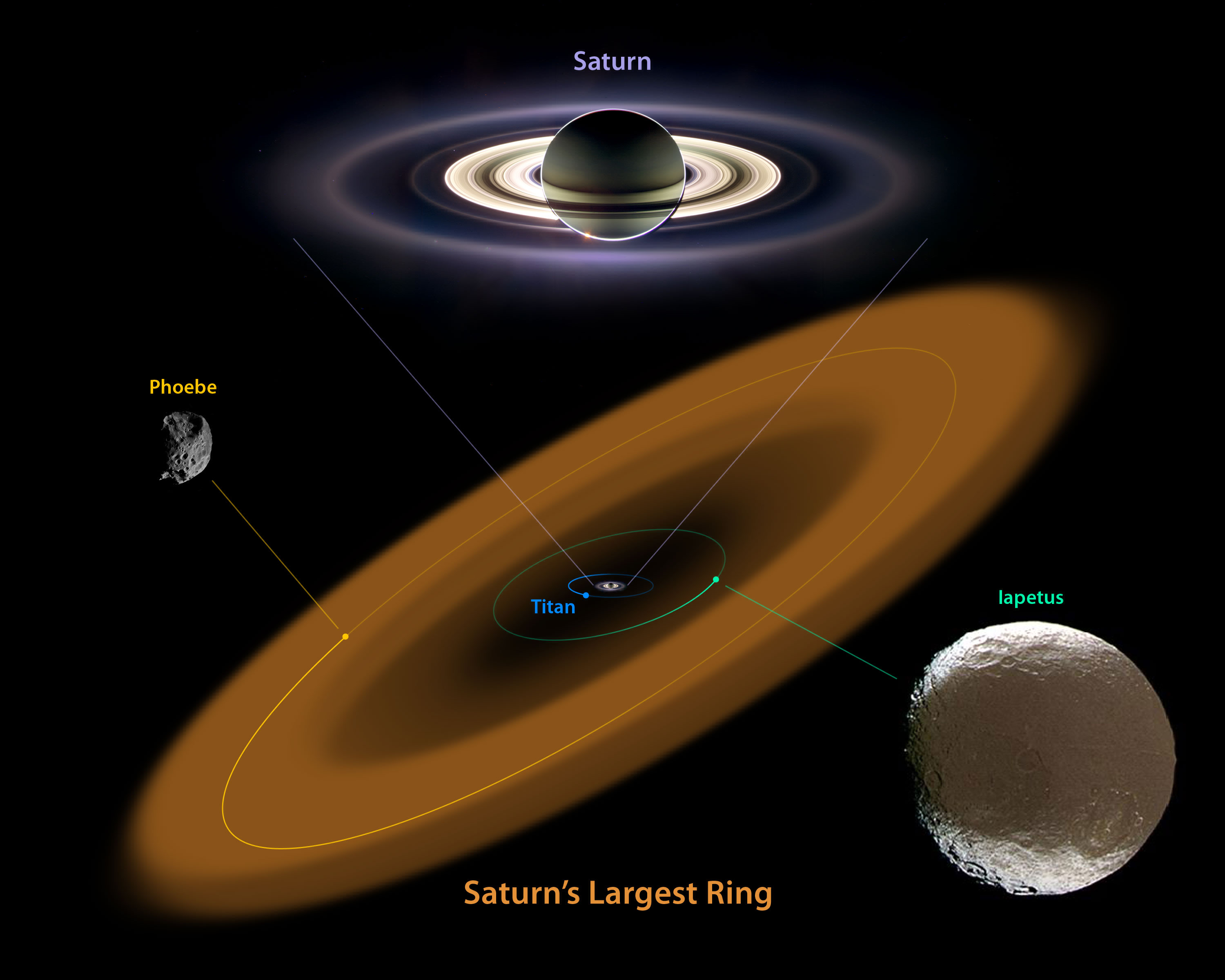
Pierścień Febe odkryty w październiku 2009 roku

6 października 2009 r. ogłoszono odkrycie słabego obłoku materii w płaszczyźnie orbity księżyca Febe. Obłok ten, w kształcie spłaszczonego dysku, można określić mianem drugiego systemu pierścieni. Jest on nachylony pod kątem 27° do płaszczyzny równikowej Saturna i głównego systemu pierścieni. Został zaobserwowany początkowo na przestrzeni od 128 do 207 promieni planety, a w następnych latach okazał się rozciągać od 100 do 270 promieni Saturna i mieć grubość ok. 40 promieni Saturna. Orbita księżyca Febe znajduje się w średniej odległości 215 promieni Saturna. Pierścień ten pomimo dużych rozmiarów jest praktycznie niewidoczny; tworząca go materia jest rozproszona w bardzo dużej objętości i niezwykle rozrzedzona. Nie więcej niż 10% tworzących go cząstek może mieć rozmiary większe niż 10 cm. Został wykryty za pomocą obserwacji w podczerwieni przez Kosmiczny Teleskop Spitzera, odkrycia dokonali Anne J. Verbiscer i Michael F. Skrutskie (z University of Virginia) oraz Douglas P. Hamilton (z University of Maryland). Jego istnienie było postulowane już w 1970 roku przez Josepha Burnsa z Cornell University.
Cząsteczki pierścienia pochodzą prawdopodobnie od uderzeń mikrometeorytów w Febe, które następnie, na skutek oddziaływania promieniowania słonecznego, migrują bliżej Saturna. Prawdopodobnie ten proces jest przyczyną powstania na księżycu Japet dwóch obszarów o kontrastujących barwach. Materia pierścienia Febe krąży wokół planety w przeciwną stronę niż wewnętrzne księżyce i pierścienie, wskutek czego zderza się z powierzchnią Japeta, barwiąc ją na ciemnobrunatny kolor.